# Садой (тайп)

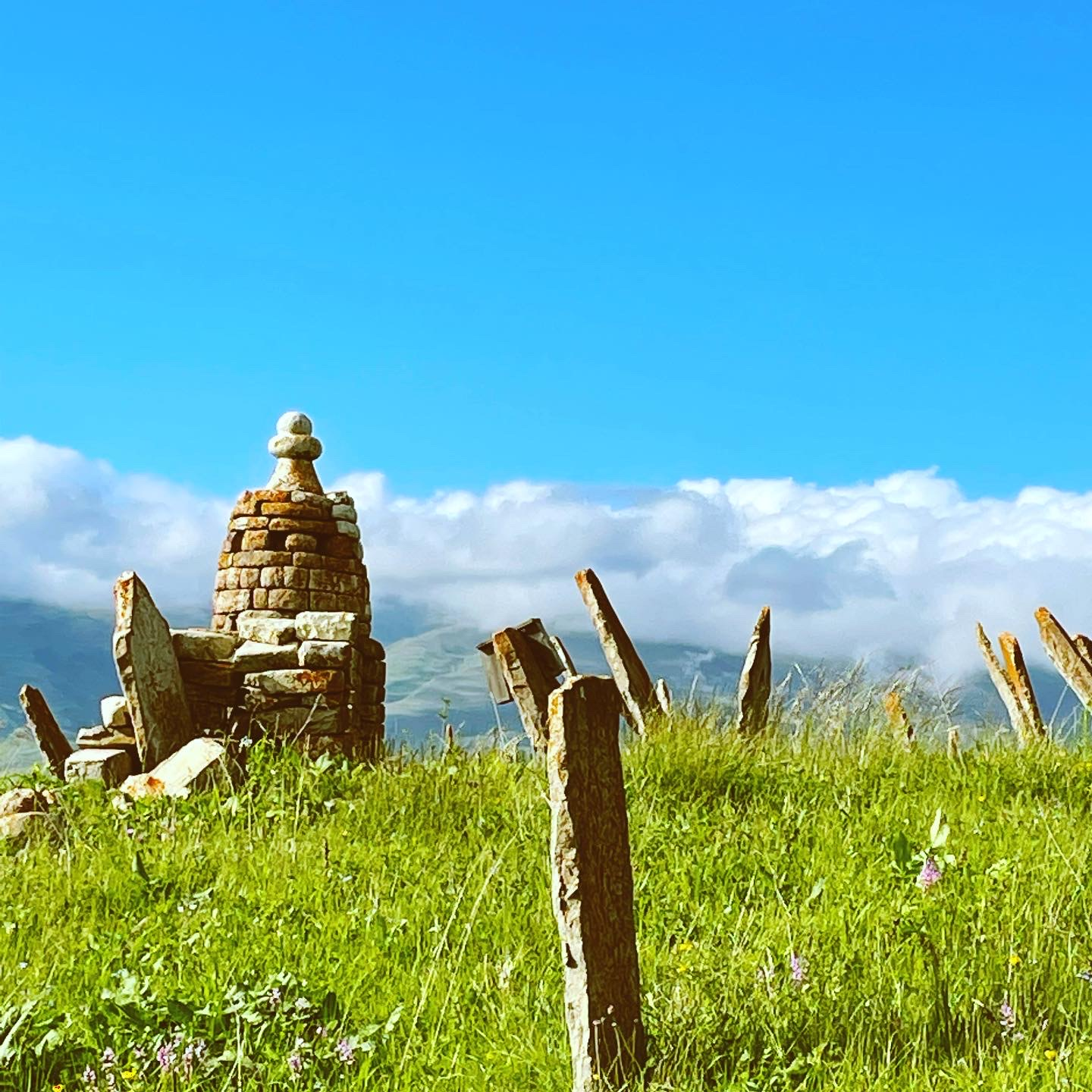
Садой. Старинное кладбище.

Садой — один из многочисленных чеченских тайпов.

## Расселение
Проживают в сёлах Чеберлоевского, Веденского, Ачхой-Мартановского, Шелковского и Наурского районов Чеченской Республики, а также в городах Аргун и Грозный, селе Комсомольское. Представители тайпа также проживают за пределами Чеченской Республики, в других регионах России и в Казахстане.

## История
Садой связываются с древними племенами исадиков-содов, упоминаемыми в сочинениях античных авторов Плиния Старшего и Клавдия Птолемея, название и местообитания которых совпадают с именем и территорией проживания садойцев.
Ян Чеснов сообщает, что среди чеченцев считается, что этот тайп выделился из Билтой (вместе с Белгатой и Устрадой) и включает тайп в состав тукхума Нохчимокхой.
Садой в свое время перебрались в Чеберлоевский район из Нашха (Моцкъара). Исходя из этого, сами представители тайпа говорят о том, что в тукхум чеберлой они включены на более современном этапе, а так непосредственного родства с тайпами этого тукхума не имеют. В таком плане Садой, как утверждается, гораздо ближе тайпам билтой, арсой и устрадой.
Это же подтверждается мнением М. Мамакаева, который считал, что садой наряду с рядом других тайпов является самостоятельным и ни к одному тукхуму не относится. О родстве вышеупомянутых тайпов говорит и то, что согласно сведениям из некоторых тепторов они пошли от имен нескольких братьев — в частности, садой, билтой, белгатой, устрадой. Есть теория о том, что тайп садой правильнее относить к тукхуму нохчмахкхой (такое мнение в частности высказал историк К. З. Чокаев).

## Известные личности
- Акарш Садойский (Садойн Аккхарш) (1812—1841) — военачальник времён Кавказской войны, участвовавших в боях против Российская империи, наиб имама Шамиля[3].